# وسط شروع دوباره
«وسط شروع دوباره» (انگلیسی: The Middle of Starting Over) ترانه‌ای از خواننده آمریکایی، سابرینا کارپنتر در اولین آلبوم چندآهنگهٔ او به نام نمی‌تونی دختری رو به خاطر تلاشش سرزنش کنی (۲۰۱۴) قرار دارد و دومین قطعهٔ این ئی‌پی است. این ترانه همچنین در اولین آلبوم استودیویی او به نام چشم‌ها کاملاً باز (۲۰۱۵) به عنوان سومین قطعهٔ آلبوم گنجانده شده است. این ترانه توسط برایان مالوف تولید شده و نویسندگان آن میشل موییر، جیم مک‌گورمن و راب والیر هستند که دو نفر آخر به عنوان تهیه‌کنندگان مشترک نیز در تولید ترانه نقش داشتند. «وسط شروع دوباره» یک ترانه پاپ فولک با تمپوی متوسط است که تحت تأثیر موسیقی کانتری پاپ ساخته شده و با گیتار آکوستیک و درام همراه است. این آهنگ دربارهٔ ادامه دادن به زندگی، شروع دوباره و فراموش کردن اشتباهات است. به گفتهٔ سابرینا کارپنتر، این ترانه دربارهٔ پذیرش اشتباهات زندگی و پیدا کردن روش‌های شاد برای گذراندن زندگی است.
این ترانه در ۱۹ اوت ۲۰۱۴ به عنوان دومین تک‌آهنگ از آلبوم چندآهنگه نمی‌تونی دختری رو به خاطر تلاشش سرزنش کنی توسط هالیوود رکوردز منتشر شد و یک ماه قبل‌تر به‌طور اختصاصی در رادیو دیزنی پخش شد. همچنین موزیک ویدئوی آن به کارگردانی گروه The Young Astronauts در ۲۱ سپتامبر ۲۰۱۴ در کانال ویووی کارپنتر منتشر شد.